# Джейдис
Бялата вещица Джейдис е измислена героиня от романа „Хрониките на Нарния“. Тя е отрицателният герой в книгата. Участва в „Лъвът, вещицата и дрешникът“ и „Сребърният стол“.
Бялата вещица присъства при създаването на Нарния. Прогонена е за известно време и след това се завръща и поема властта. Харесва повече джуджета и злите същества в Нарния. Когато Едмънд е в Нарния се среща с него. Накрая на „Лъвът, вещицата и дрешникът“ нейната армия е разбита и е убита от Аслан. В „Сребърният стол“ отвлича принц Рилиан. Тогава се представя за дамата със зелените дрехи.